# Cyclonema
Cyclonema  é um gênero botânico da família Lamiaceae.

## Espécies
| - Cyclonema ciliatum - Cyclonema discolor - Cyclonema hirsutum - Cyclonema mucronatum - Cyclonema myricoides | - Cyclonema serratum - Cyclonema spinescens - Cyclonema sylvaticum - Cyclonema tettense - Cyclonema triphyllum |

## Nome e referências
Cyclonema Hochstetter, 1842